# جانيت
جانيت (بالإنجليزية: Jeannette, Pennsylvania)‏ هي مدينة تقع في مقاطعة ويستمورلاند (بنسيلفانيا) بولاية بنسيلفانيا في الولايات المتحدة. تبلغ مساحة هذه المدينة (كم²)، بلغ عدد سكانها 9530 نسمة في عام 2010 حسب إحصاء مكتب تعداد الولايات المتحدة.

## الموقع الجغرافي
الموقع الجغرافي للمناطق المحيطة بهذه النقطة هو كالتالي:

## أعلام
- ستيف أوقست
- ماريسا موس
- هوي جونز
- جاك أوبراين
- فرانك فيتزسيمونز

## وصلات خارجية
- City of Jeannette
- The US50 - Cities and Towns in Pennsylvania State

قالب:مدن بنسيلفانيا